# Sfogliatelle
Las sfogliatelle (en singular sfogliatella) son un dulce italiano típico y tradicional de la cocina de Nápoles. Se denominan así por emplear la pasta sfoglia u hojaldre ("muchas hojas"). 
Fue creada en el siglo XVIII en el Monasterio de Santa Rosa, en la Costa Amalfitana, con relleno de crema de ricotta, sémola, canelo, vainilla y cidro más corteza de naranja confitada.

## Características y variantes
La sfogliatella riccia es elaborada sobre muchas capas enrolladas para formar el hojaldre. Se suele rellenar de pasta de ricotta.
En cambio, la sfogliatella frolla carece de las características hojas y está hecha con masa quebrada, de forma redondeada y más suave.
Otras variantes son la Santa Rosa, más grande y a la que se añade crema y guindas, y la coda d'aragosta (cola de langosta), también de tamaño mayor y de forma alargada, rellena de nata montada, crema de chocolate, crema chantillí o mermelada.